# 大慈寺 (志布志市)

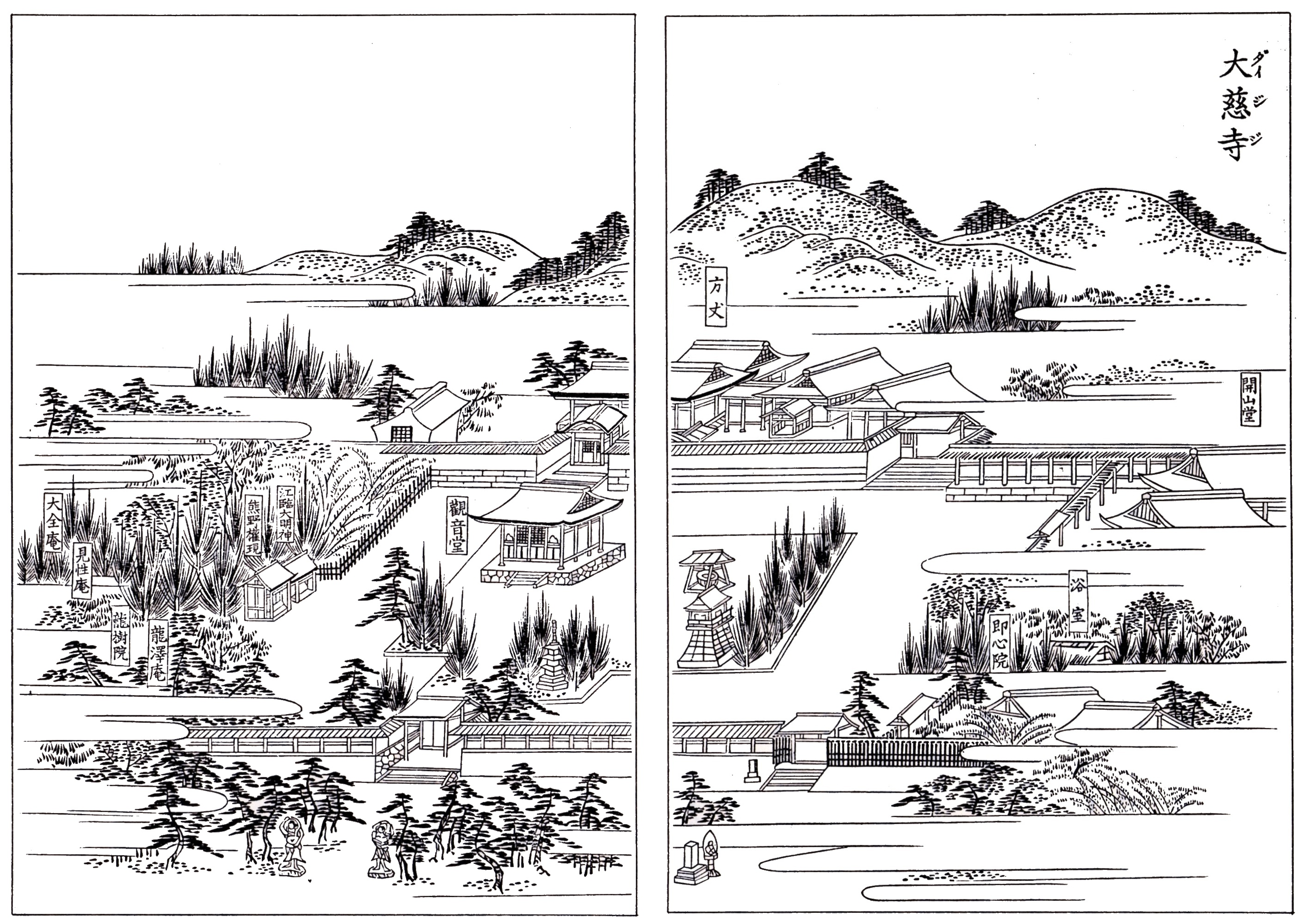
江戸時代後期の大慈寺（三国名勝図会）

大慈寺（だいじじ）は、鹿児島県志布志市志布志町志布志二丁目にある臨済宗の寺。山号は龍興山。当初は東福寺の末寺であったが後に妙心寺の末寺に転じた。

## 沿革
興国元年（暦応3年、1340年）に、南朝方武将であった楡井頼仲によって玉山玄提を開山として建立された。その後、光明天皇から勅を賜り「龍興山大慈廣慧禅寺」と称し、文安元年(1444年)には、「臨済宗十刹」と日本で10本の指の中に入る屈指の禅宗寺院となった。当時の志布志は日明貿易（勘合貿易）の拠点として栄えており、諸史料から大慈寺もその貿易に関与していたと考えられる。
江戸時代になってからは藩主島津氏の庇護を受けていたが、明治2年（1869年）の廃仏毀釈により廃寺となった。しかし、明治12年（1879年）にははやくも復興を果たし、現在に至っている。
鹿児島県の寺院としては比較的宝物の散逸が少なかった寺院でもある。

## 所蔵文化財
- 十六羅漢図（県指定文化財）
- 仁王像（県指定文化財）
- 後柏原天皇宸翰（県指定文化財）
- 宋版大般若経（県指定文化財）
- 大慈廣慧禅寺方丈翰縁疏（県指定文化財）
- 玉山禅師真筆（県指定文化財）
- 二世剛中和尚戒文（県指定文化財）
- 籐織出朱子書（県指定文化財）